# Szíriusz kapitány-sorozat
A Szíriusz kapitány-sorozat a Magyar Rádióban 1977 és 1989 között bemutatott tudományos-fantasztikus ifjúsági hangjátéksorozat volt. Az adásokat 1987-ig László Endre írta és rendezte. Az utolsó két évadot Erőss Ágota írta és Vadász Gyula rendezte.

## Szereplők
- Szíriusz kapitány – Csákányi László 1-13. évad
- Pierre Renard – Harkányi Endre 1-7., Tahi József 8-11., Lesznek Tibor 13.
- Rita Steff – Örkényi Éva 1-11., Varga Kata 13.
- Kocsis Berci – Petrik József 1-11., 13.
- Perez Castuero – Nagy Attila 1, 2, Horesnyi László 5., Korbuly Péter 9., Lőte Attila 10.
- Csibész – Dóka Emánuel (állathang) 1-2, 4-11., Szirtes Gábor 13.
- Kocsis János – Ruttkai Ottó 1-2, 4-11.
- Forgalmi tiszt – Balázs Péter 1.
- Adam Renard – Kéry Gyula 1-2.
- Knox kormányzó – Képessy József 1-2., 5-6.,  8. Horváth Gyula 3.
- Pinton – László Márton 2-5., Kóti Kati 6., Várhegyi Teréz 7., Meixler Ildikó 8-11., 13.
- Otto Steff – Győrffy György 2.
- Leonida néni – Náray Teri 2., 4-11., 13
- Tanárnő – Hajnóczy Lívia 2., 7., Szilágyi Zsuzsa 11.
- Helga Renard – Lóránd Hanna 2., 5-10.
- OBÉ-127 – Szuhay Balázs 2.
- Concita Ibanez – Vörös Eszter 2.
- Újságárus – Horváth Pál 2.
- Szenátor – Galamb György 2.
- Csillaglány – Esztergályos Cecília 3.
- Roberto Namora – Végvári Tamás 3.
- Riporter – Lázár Gida 3., Velenczey István 7., Emőd György 8.
- Riporternő – Hajnóczy Lívia 3, 9.
- Hoi-To – Inke László 3.
- Ilolo – Zsurzs Kati 4., Ráckevei Anna 13.
- Erzsébet – Sütő Irén 4.
- Múzeumigazgató– Galamb György 4.
- Radzs Akola – Papp János 4.
- B. C.  Morgan – Körmendi János 4.
- Csui Sut – Horváth Gyula 4.
- A 4 éves Pierre – Meixler Ildikó 5.
- Jannisz Kythirosz – Gelley Kornél 5.
- Popescu – Szabó Ottó 5.
- Egy nő – Hajnóczy Lívia 5.
- Corinta – Mednyánszky Ági 6.
- Liuna – Lengyel Erzsi 6.
- Juan del Yeso – Tyll Attila 6.
- Petrova, főügyész – Sütő Irén 6.
- Újsághang – Meixler Ildikó 6.
- Theo – Kertész Péter 6.
- Nazim Hüsnü – Kaló Flórián 7.
- Lars Moberg – Bodor Tibor 7.
- Ramon Garcia – Galamb György 7.
- Portás – Kéry Gyula 7., Orbán Károly 11.
- Ősember – Tahi József 7.
- Televízor-bemondó – Pármai Éva 7.
- Frank Palmer – Gera Zoltán 8.
- Mokopu híradóstiszt – Felföldi László 8.
- Gilmore kormányzó – Kéry Gyula 8.
- Roberto Namora – Patkó István 8., Botár Endre 9.
- Muhammad Csandar – Bodor Tibor 8.
- Bolamba ezredes – Sinkovits-Vitay András 8.
- Enrico Dolci – Győrffy György 8.
- Juszuf Taymir kadét – Tóth-Tahi Máté 8.
- Bemondó – Hajnóczy Lívia 8.
- Ikeno Toyoma – Kéry Gyula 9.
- XI. Rozita – Balogh Emese 9.
- X. Pedro – Cseke Péter 9.
- Aziz Hasim – Szabó Ottó 10.
- Busch nagypapa – Galamb György 10.
- Emilio da Ponte – Velenczey István 10.
- Hang – Bodor Tibor 10.
- Diol-17 – Basilides Zoltán 10.
- Judi Hasim – Bíró Krisztina 10.
- Elnök – Képessy József 10.
- Len hajú Liuna – Földi Teri 10.
- Crax-25 – Gelley Kornél 10.
- Robot – Turgonyi Pál 10.
- Fernando Salinas – Velenczey István 11.
- Carlos Salinas – Kassai Károly 11.
- Lolita és Vivi – Gyöngyössy Katalin 11.
- Ceremónia mester – Szirmai Jenő 11.
- 1. donor, elsőő nevelőnő – Lóránd Hanna 11.
- 2. donor – Szekeres Ilona 11.
- Őr – Dávid Sándor 11.
- Titkárnő – Gyöngyössy Katalin 11.
- Lolita – Szilvássy Annamária 11.
- Radzs – Tolnai Miklós 13.
- Julio – Pathó István 13.
- Nafroze – Kaló Flórián 13.
- Géphang – Sugár László 13.
- Ninon – Frajt Edit 13.
- Miobe – Kránitz Lajos 13.

## Epizódok

### I. évad
Szíriusz kapitány színre lép (1977)
| Rész | Cím                                 | Bemutató           | Hossz |
| ---- | ----------------------------------- | ------------------ | ----- |
| 1.   | Két és fél vendég érkezik a Földről | 1977. július 10.   | 38:06 |
| 2.   | Hová lehet elbújni a Holdon         | 1977. július 17.   | 38:46 |
| 3.   | Megszökik egy graviplán             | 1977. július 24.   | 38:25 |
| 4.   | A Barlangpalota titka               | 1977. július 31.   | 38:02 |
| 5.   | A kutya orrát meg kell nyomni       | 1977. augusztus 7. | 38:02 |

### II. évad
Szíriusz kapitány haragszik (1978)
| Rész | Cím                     | Bemutató            | Hossz |
| ---- | ----------------------- | ------------------- | ----- |
| 1.   | Ezer kiló laskatészta   | 1978. július 16.    | 38:14 |
| 2.   | Csibész a világűrben    | 1978. július 23.    | 36:50 |
| 3.   | Hány nap az élet        | 1978. július 30.    | 37:32 |
| 4.   | Öt ember és egy műkutya | 1978. augusztus 6.  | 38:13 |
| 5.   | Ellenség vagy jóbarát?  | 1978. augusztus 13. | 37:38 |

### III. évad
Szíriusz kapitány és a csillaglány (1979)
| Rész | Cím                                  | Bemutató         | Hossz |
| ---- | ------------------------------------ | ---------------- | ----- |
| 1.   | Üdvözlet a harmadiknak               | 1979. június 25. | 31:58 |
| 2.   | Csodálatos életmentés                | 1978. június 27. | 28:34 |
| 3.   | Rendkívül fontos tízezredmásodpercek | 1978. június 29. | 30:02 |
| 4.   | Iloló megkerül                       | 1978. július 2.  | 30:14 |
| 5.   | Csillogó sima víztükör               | 1978. július 4.  | 30:07 |

### IV. évad
Szíriusz kapitány fogságba esik (1980.)
| Rész | Cím                           | Bemutató            | Hossz |
| ---- | ----------------------------- | ------------------- | ----- |
| 1.   | A makassari ivópohár          | 1980. augustus 5.   | 29:02 |
| 2.   | Kirándulás a Földre           | 1980. augusztus. 8. | 29:19 |
| 3.   | Lábnyomok a hamuban           | 1980. augusztus 12. | 29:25 |
| 4.   | Mint a vándormadarak          | 1980. augusztus 14. | 29:50 |
| 5.   | Szíriusz bácsiból király lesz | 1980. augusztus 19. | 30:17 |

### V. évad
Szíriusz kapitány veszélyben (1981)
| Rész | Cím                       | Bemutató         | Hossz |
| ---- | ------------------------- | ---------------- | ----- |
| 1.   | Tárgyi bizonyíték         | 1981. július 17. | 29:12 |
| 2.   | Kastély hét toronnyal     | 1981. július 22. | 30:06 |
| 3.   | Két mozdulatlan férfitest | 1981. július 23. | 29:27 |
| 4.   | Hatvan nap határidő       | 1981. július 24. | 30:27 |
| 5.   | Valami nincs rendben      | 1981. július 29. | 29:02 |

### VI. évad
Szíriusz és Corinta (1982)
| Rész | Cím                            | Bemutató            | Hossz |
| ---- | ------------------------------ | ------------------- | ----- |
| 1.   | Megállt fölötte az idő         | 1982. július 21.    | 29:15 |
| 2.   | Bűntény vagy baleset           | 1982. július 28.    | 28:26 |
| 3.   | A pingvinre vigyázz!           | 1982. augusztus 4.  | 29:31 |
| 4.   | Kísérlet a szilikátolvadékkal  | 1982. augusztus 11. | 28:46 |
| 5.   | Szíriusz kapitány pipára gyújt | 1982. augusztus 18. | 29:18 |

### VII. évad
Szíriusz és az ősember (1983)
| Rész | Cím                          | Bemutató         | Hossz |
| ---- | ---------------------------- | ---------------- | ----- |
| 1.   | Valóság, vagy álom?          | 1983. június 30. |       |
| 2.   | Ennek a fele se tréfa        | 1983. július 1.  |       |
| 3.   | Nazim Hüsnü előadása         | 1983. július 5.  |       |
| 4.   | Rita meghúzza a kapuharangot | 1983. július 6.  |       |
| 5.   | Hajsza az őserdőben          | 1983. július 12. |       |

### VIII. évad
Szíriusz és a Rettenetes Vendég… (1984)
| Rész | Cím                              | Bemutató            | Hossz |
| ---- | -------------------------------- | ------------------- | ----- |
| 1.   | Az életben maradásról van szó    | 1984. augusztus 27. |       |
| 2.   | Barbara riadó az űrállomáson     | 1984. augusztus 28. |       |
| 3.   | Csúnya piros foltok Berci testén | 1984. augusztus 29. |       |
| 4.   | Egy köbcenti desztillált víz     | 1984. augusztus 31. |       |
| 5.   | Ötven meg ötven az száz!         | 1984. szeptember 4. |       |

### IX. évad
Szíriusz és a Holdon nyíló bársonyrózsa (1985)
| Rész | Cím                            | Bemutató            | Hossz |
| ---- | ------------------------------ | ------------------- | ----- |
| 1.   | Műkedvelők a holdon            | 1985. augusztus 8.  |       |
| 2.   | A nyugalom tengerének titka    | 1985. augusztus 13. |       |
| 3.   | Négy ember és egy műpuli       | 1985. augusztus 15. |       |
| 4.   | A hatalmas ajtó halkan bezárul | 1985. augusztus 17. |       |
| 5.   | A Bazalt Isten parancsa        | 1985. augusztus 22. |       |

### X. évad
Szíriusz és az emberke… (1986)
| Rész | Cím                             | Bemutató            | Hossz |
| ---- | ------------------------------- | ------------------- | ----- |
| 1.   | Riadalom a Holdon               | 1986. július 28.    |       |
| 2.   | A gyermeket követni kell        | 1986. augusztus 4.  |       |
| 3.   | Minden út az ezüstgömbhöz vezet | 1986. augusztus 11. |       |
| 4.   | A Prokyon-lelet kutatója        | 1986. augusztus 18. |       |
| 5.   | Békesség – Szeretet             | 1986. augusztus 25. |       |

### XI. évad
Szíriusz és a 12 nevelőnő (1987)
| Rész | Cím                              | Bemutató         | Hossz |
| ---- | -------------------------------- | ---------------- | ----- |
| 1.   | A robot mindig szembenéz         | 1986. június 26. |       |
| 2.   | Az élettani osztály              | 1986. június 29. |       |
| 3.   | Mi történik a donorral           | 1986. július 2.  |       |
| 4.   | Bercinél mindig van URH készülék | 1986. július 3.  |       |
| 5.   | Shakespeare bácsi mondta         | 1986. július 10. |       |

### XII. évad
Szíriusz kapitány és Leonida néni (1988)
| Rész | Cím                                | Bemutató         | Hossz |
| ---- | ---------------------------------- | ---------------- | ----- |
| 1.   | Szíriusz kapitány nem kap reggelit | 1988. június 27. |       |
| 2.   | A titokzatos káposztáskert         | 1988. június 28. |       |
| 3.   | 40-100 Ibibik                      | 1988. június 29. |       |
| 4.   | A kedves nagyszájú Karlóca         | 1988. június 30. |       |
| 5.   | Leonida néni hőstette              | 1988. július 1.  |       |

### XIII. évad
Szíriusz kapitány és a titokzatos robot (1989)
| Rész | Cím                       | Bemutató             | Hossz |
| ---- | ------------------------- | -------------------- | ----- |
| 1.   | Iloló titka               | 1989. augusztus 31.  |       |
| 2.   | Az ismeretlen fekete pont | 1989. szeptember 5.  |       |
| 3.   | A zenélő doboz titka      | 1989. szeptember 12. |       |
| 4.   | A gonosz Nafroze          | 1989. szeptember 13. |       |
| 5.   | Csibész nyomravezet       | 1989. szeptember 14. |       |